# توم راندال
توم راندال (بالإنجليزية: Tom Randall)‏ هو لاعب كرة قدم أمريكية أمريكي، ولد في 3 أغسطس 1956 في ماسون سيتي في الولايات المتحدة.

## وصلات خارجية
- توم راندال على موقع مرجع كرة القدم المحترفة.كوم (الإنجليزية)